# Carl Uggla (konstnär)
Carl Otto Knut Theodor Uggla, född 8 december 1859 i Sillsjö, Skedevi socken, Östergötland, död 1933 i Newark, New Jersey, USA, var en svensk-amerikansk målare.
Han var son till kammarherren Jacob Fredrik Theodor Uggla och grevinnan Josefina Albertina Charlotta Fredrika Lovisa Stenbock och gift andra gången från 1906 med Nellie van Wagener Smailes. Efter avslutad skolgång enrollerade sig  Uggla i den engelska handelsflottan som sjöman. Efter några år till sjöss bosatte han sig i USA där han var verksam som konstnär först i Brooklyn och därefter i Newark.